# Katy Perry
Katy Perry, pseudonimo di Katheryn Elizabeth Hudson (Santa Barbara, 25 ottobre 1984), è una cantautrice e personaggio televisivo statunitense.
Ha esordito nel mercato discografico nel 2001 con il nome Katy Hudson e l'album eponimo, ma ha poi raggiunto il successo mondiale con i singoli I Kissed a Girl e Hot n Cold nel 2008, tratti dall'album di debutto col suo nome d'arte, One of the Boys, rivelatosi il 33º più venduto di quell'anno. Nel 2010 esce il suo terzo album in studio Teenage Dream, segnato da grande successo a livello mondiale, dal quale sono stati estratti singoli come California Gurls, Firework e Last Friday Night (T.G.I.F.). Nel 2013 è uscito Prism, quarto album in studio della cantante, promosso dai singoli di successo Roar e Dark Horse. Nel 2017 pubblica Witness, promosso dai singoli Chained to the Rhythm, Bon appétit, e Swish Swish. Nel 2020 pubblica Smile e successivamente, nel 2024 143, entrambi accolti da un successo di pubblico più moderato.
Ha ricevuto tredici nomination ai Grammy Awards ed ha vinto cinque American Music Awards, altrettanti Billboard Music Awards, un BRIT Award e sette MTV Video Music Awards, tra cui il Michael Jackson Video Vanguard Award nel 2024.
Detiene il record, precedentemente appartenuto a Michael Jackson, per il maggior numero di settimane consecutive trascorse nella Billboard Hot 100: tra maggio 2010 e settembre 2011 vi è rimasta per 69 settimane, posizionandosi con cinque singoli diversi tutti appartenenti allo stesso album. Forbes l'ha inserita alla prima posizione delle artiste più pagate al mondo sia nel 2011 che nel 2018. Al 2024 ha un patrimonio complessivo stimato a 500 milioni di dollari.
A livello mondiale, l'artista è l'unica detentrice di sette Digital Diamond Awards della RIAA per i suoi singoli e album che hanno superato le 10 milioni di unità, cioè Dark Horse, Roar, California Gurls, Firework, Teenage Dream, E.T. e l'album Teenage Dream; inoltre è stata la prima artista donna nella storia ad aver raggiunto 1 miliardo di visualizzazioni su Vevo, in questo caso per il video a supporto del singolo Dark Horse, ricevendo per 10 volte la certificazione Vevo.
È stata giudice fisso dal 2018 al 2024 di American Idol. Inoltre ha doppiato Puffetta nel film I Puffi e I Puffi 2, e ha commercializzato otto profumi e un videogioco: Katy Perry Pop. In collaborazione con la EA, è stata pubblicata inoltre un'espansione del gioco The Sims 3 chiamata Katy Perry Dolci Sorprese. Ha inoltre debuttato cinematograficamente nell'estate del 2012 con il film autobiografico Katy Perry: Part of Me. Dal 2017 ha lanciato la sua linea di scarpe intitolata Katy Perry Collection.

## Biografia
Katy Perry, all'anagrafe Katheryn Elizabeth Hudson, nasce il 25 ottobre 1984 al Goleta Valley Cottage Hospital di Santa Barbara, in California, da Keith e Mary Hudson (nata Perry), due predicatori pentecostali. Ha origini tedesche, portoghesi, irlandesi e inglesi, ed è la secondogenita di tre fratelli; gli zii materni sono la sceneggiatrice Eleanor Perry e il regista Frank Perry.
Perry è stata coinvolta sin da bambina nell'attività religiosa dei genitori cantando nella chiesa locale dai nove ai diciassette anni. Ha iniziato a cantare imitando la sorella Angela ed è cresciuta ascoltando musica gospel, dato che sua madre non le permetteva di ascoltare quella che lei chiamava "musica profana", e frequentando scuole e campeggi cristiani. Ha preso dimestichezza con la danza in una sala di ricreazione a Santa Barbara. I suoi insegnanti erano ballerini esperti, che le hanno insegnato lo swing, il Lindy Hop e il jitterbug. Lasciò la Dos Pueblos High School a 16-17 anni per iniziare la sua carriera musicale. Ha preso una lezione di musica nelle stanze che ha affittato dalla Music Academy of the West a Santa Barbara.

## Carriera

### Gli esordi (1999-2006)
All'età di 15 anni, quando ancora cantava in chiesa, Perry ha attratto l'attenzione di alcuni musicisti rock di Nashville che l'hanno condotta là per affinare le sue doti di cantautrice. Qui ha cominciato a registrare demo con l'aiuto di veterani del country, che le hanno insegnato anche a suonare la chitarra. La cantante ha firmato un contratto con l'etichetta discografica di musica cristiana Red Hill Records, sotto la quale ha registrato il suo album di debutto quando aveva 15 anni. Come Katy Hudson, ha pubblicato l'omonimo album di debutto gospel-christian rock nel 2001. L'album non ebbe successo, e l'etichetta fallì dopo poco tempo. La cantante ha poi deciso di cambiare il suo cognome in Perry, il nome da nubile di sua madre, perché pensava che Katy Hudson richiamasse troppo l'attrice Kate Hudson.
A 17 anni lasciò la sua casa per trasferirsi a Los Angeles, dove lavorò con il produttore Glen Ballard per l'etichetta discografica Island Records. Essendo cresciuta ascoltando solo musica gospel, la cantante ebbe pochi modelli a cui fare riferimento all'inizio della sua carriera. Quando le fu chiesto con chi volesse collaborare, ella non seppe rispondere. La stessa notte, andò in un hotel con sua madre, accese la televisione sul canale VH1, e li vide Glen Ballard che parlava con Alanis Morissette; Ballard ha prodotto l'album di maggior successo della Morissette, Jagged Little Pill, artista di grande influenza su Perry, la quale espresse subito interesse nel lavorare con Ballard. Un giorno Perry si presentò a casa sua, accompagnata dal padre, gli presentò una sua canzone, e il produttore la accolse subito sotto la sua ala. La aiutò poi a migliorare la sua tecnica di cantautrice negli anni successivi. Il secondo album di Katy doveva essere pubblicato nel 2005, ma, secondo quanto riportato dalla rivista Billboard, il progetto venne in ultimo accantonato. Alcune canzoni registrate per l'album, intitolate The Box, Diamonds e Long Shot, furono caricate sul profilo MySpace della cantante in quel periodo. Simple, un altro pezzo che aveva registrato con Glen Ballard, fu inserito nella colonna sonora del film del 2005 4 amiche e un paio di jeans.
Perry firmò un contratto che le impediva di prendere decisioni sulla sua carriera. Una delle idee della Columbia fu quella di accoppiarla con la squadra discografica The Matrix, che stava lavorando su un album, e che aveva bisogno di una cantante. Anche se l'album in questione non fu mai pubblicato, Katy attirò l'attenzione dei media: la sua musica è infatti stata definita di prossimo successo nell'ottobre 2004 dalla rivista Blender. Rimasta senza alcun progetto, Katy iniziò a registrare da sé un nuovo album, che si sarebbe dovuto chiamare Fingerprints. L'ottanta percento di esso fu completato prima del tempo di scadenza, la Columbia Records decise di interrompere i lavori e di non pubblicarlo, ed infine di licenziarla. Mentre cercava un'altra etichetta discografica, lavorò con una compagnia indipendente di A&R chiamata Taxi Music. Nel 2006, Katy fece una comparsa nel video accompagnatorio del singolo Goodbye for Now dei P.O.D.; comparve inoltre nei video di Cupid's Chokehold dei Gym Class Heroes, in Learn to Fly dei Carbon Leaf e in If We Ever Meet Again di Timbaland.

### One of the Boys(2007-2009)

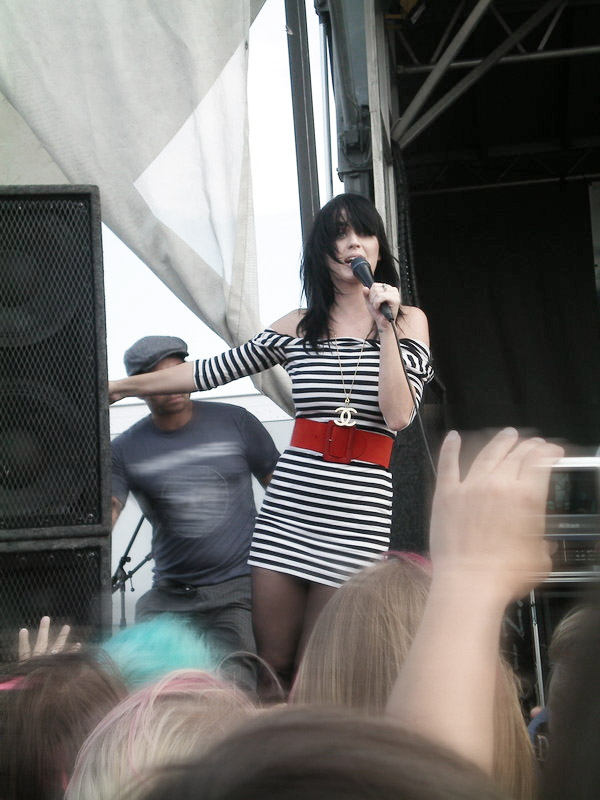
Katy Perry nel 2008

Dopo il licenziamento di Perry dalla Columbia Records nel 2006, l'addetta alla pubblicità dell'etichetta Angelica Cob-Baehler ha consigliato a Jason Flom, il presidente della Virgin Records, di sentire Perry. In quel periodo, Flom stava cercando una pop star a cui dare successo mondiale per la sua etichetta. Nonostante le differenti reazioni dei vari rappresentanti della Virgin, Flom pensò che Katy Perry sarebbe potuta diventare la celebrità che desiderava, e, nei primi mesi del 2007, dopo trattative con la Columbia, le fece firmare un contratto con la Capitol Music Group, una nuova etichetta discografica che riuniva la Virgin e la Capitol. Il contratto prevedeva che le canzoni registrate per l'album mai pubblicato con la Columbia Records venissero conservate, fatto che ebbe una grande importanza per il secondo album della cantante (il primo con il suo nome d'arte), One of the Boys.
Le canzoni registrate per la Columbia furono ascoltate da Flom, che trovò il materiale "molto forte" ma sentì che mancavano "uno o due pezzi di sicuro successo per il mercato delle radio pop statunitensi e per quello internazionale". La prima cosa che egli fece fu quindi creare una collaborazione tra Perry e l'autore e produttore musicale Dr. Luke. Dal loro lavoro ne risultarono le canzoni I Kissed a Girl e Hot n Cold. Creare alla cantante un'immagine fu una delle prime preoccupazioni dell'etichetta. A novembre 2007 fu pubblicato un singolo promozionale, Ur So Gay, con lo scopo di aprirle le porte del mercato musicale. Un EP digitale fu poi pubblicato con l'intento di attirare la stampa e i blog. Questa fu una mossa efficace, visto che Perry riuscì ad attirare l'attenzione di Madonna, che ne parlò nel programma radiofonico mattutino dell'Arizona JohnJay & Rich delle radio KISS FM e KRQ. Il 10 marzo 2008 apparve nel ruolo di se stessa in un episodio della serie di ABC Family Wildfire intitolato La vita è troppo breve.
Perry passò poi alla seconda fase della promozione del suo album, che consistette nell'intraprendere un tour radiofonico della durata di due mesi. Il primo singolo estratto dall'album, I Kissed a Girl, fu pubblicato il 6 maggio 2008. L'A&R di Perry, Chris Anokute, durante un'intervista con il sito HitQuarters, ha affermato che la canzone e il suo tema controverso sono stati poco apprezzati dai dirigenti dell'etichetta, affermando: "Dicevano, 'Le radio non trasmetteranno mai questa canzone. Come faremo a venderla? In quale modo questa canzone sarà ascoltata nella Bible Belt?'". Anokute ha detto che hanno avuto bisogno degli addetti alla promozione radiofonica dell'etichetta per convincere la gente a credere nel successo del singolo, altrimenti sarebbe stata licenziata un'altra volta. L'addetto alla promozione della Capitol Dennis Reese aiutò dunque la canzone a diventare un successo radiofonico. La prima stazione che decise di trasmetterla fu la radio The River a Nashville. Dopo averla trasmessa per tre giorni, la radio fu sommersa di chiamate telefoniche entusiaste. Mentre il singolo iniziava a scalare le classifiche, Perry intraprese il festival musicale annuale Warped Tour 2008, visto che il suo management stava cercando di "renderla famosa come una vera cantante ed essere sicuri che non fosse vista solo come una ragazza che fa una canzone di successo e poi sparisce". Il singolo fu un successo commerciale, arrivando alla prima posizione della Billboard Hot 100 e alla vetta delle classifiche di altri diciassette Paesi, tra cui l'Australia, il Canada, l'Italia e il Regno Unito. Il 12 giugno 2008 Perry apparve come se stessa nella soap opera Febbre d'amore e posò per la copertina dell'edizione di giugno 2008 della rivista Restless Style. Katy Perry prese parte al coro della canzone Another Night in the Hills, inclusa nell'album di debutto di Gavin Rossdale Wanderlust, uscito nel 2008.

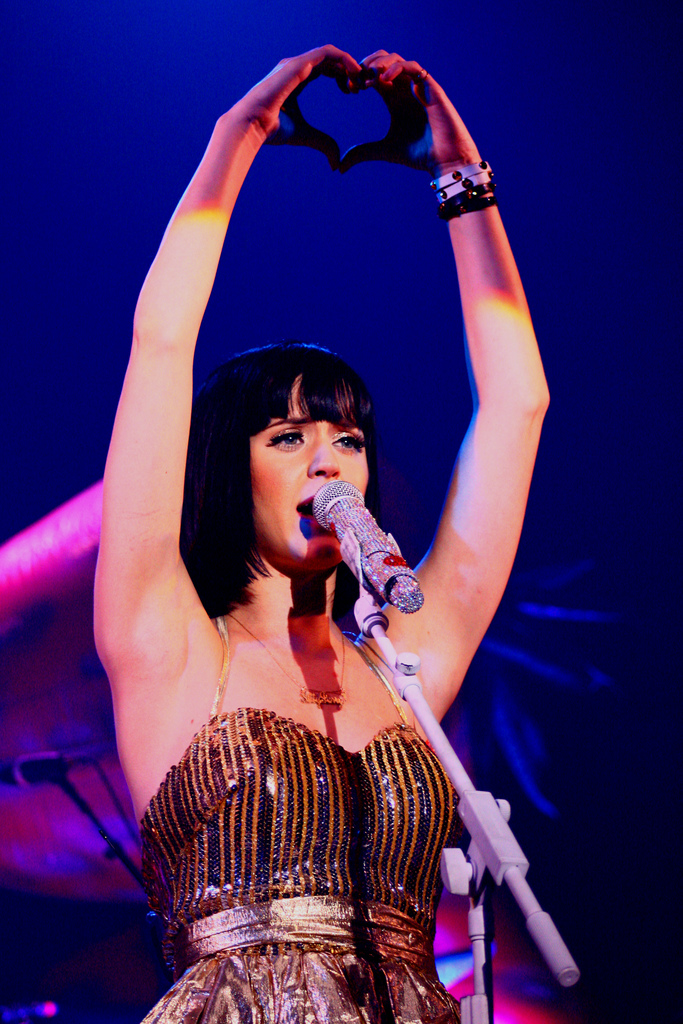
Katy Perry in concerto a Pontiac nel 2009

One of the Boys fu pubblicato il 17 giugno 2008 e ricevette critiche contrastanti. L'album entrò alla nona posizione della Billboard 200 vendendo 47 000 copie nella sua prima settimana e fu certificato disco di platino negli Stati Uniti per aver venduto oltre un milione di copie. L'album è il trentatreesimo più venduto a livello mondiale nel 2008. Per la sua promozione, uscì nell'autunno del 2008 un secondo singolo, Hot n Cold, che riuscì ad eguagliare il successo del precedente, raggiungendo la terza posizione della classifica statunitense, e la prima in Germania e Canada. Concluso il Warped Tour 2008, Perry fece delle esibizioni canore in Europa. Annunciò poi il suo primo tour da solista, chiamato Hello Katy Tour, a gennaio 2009.
Perry è stata nominata in cinque categorie agli MTV Video Music Award del 2008, tra cui miglior artista emergente e miglior video di cantante femmina; quest'ultimo premio è tuttavia andato a Britney Spears. Ha vinto il premio come miglior artista agli MTV Europe Music Award nel 2008, che ha anche presentato, e quello come miglior artista femminile nel 2009 ai BRIT Award. Il 9 febbraio 2009 sia I Kissed a Girl che Hot n Cold sono state certificate triplo disco di platino per aver venduto oltre tre milioni di copie negli Stati Uniti; al 2012, il primo singolo aveva superato i cinque milioni di copie vendute, e il secondo i sei.
L'album di debutto dei The Matrix, che hanno collaborato con Perry, fu pubblicato attraverso l'etichetta discografica del team, la Let's Hear It Records, durante il tour di Perry. Quando la data di pubblicazione fu stabilita, I Kissed a Girl aveva già raggiunto un notevole successo internazionale. Lauren Christy, membro dei Matrix, ha discusso con Perry, e ha deciso di aspettare a pubblicare l'album fino all'uscita del quarto singolo estratto da One of the Boys. Nonostante ciò, l'album fu immesso su iTunes il 27 gennaio 2009, poco dopo la pubblicazione di Thinking of You.
Il mese dopo gli avvocati della cantante fecero causa alla stilista emergente australiana Katie Perry per l'utilizzo di un nome troppo simile a quello di Katy. Katie Perry scrisse poi sul suo sito che il 10 luglio 2009 gli avvocati di Katy hanno ritirato l'accusa. Durante l'estate 2009 Perry partecipò alle riprese del film In viaggio con una rock star; la sua scena, nella quale bacia il suo futuro fidanzato Russell Brand, fu tuttavia tagliata. Sempre nel 2009, Perry fece parte di due collaborazioni musicali: un remix di Starstrukk dei 3OH!3 ad agosto, e If We Ever Meet Again con Timbaland a dicembre. A ottobre 2009 MTV Unplugged confermò che Perry si sarebbe esibita per loro e che avrebbe pubblicato un album live dopo la sua performance con due inediti: Brick by Brick e Hackensack (quest'ultima è una cover dei Fountains of Wayne). L'album fu pubblicato il 17 novembre 2009 e include un CD di sette tracce e un DVD. L'album entrò in classifica solo negli Stati Uniti, in Francia e in Svizzera con scarsi risultati, raggiungendo rispettivamente le posizioni numero 168, 192 e 82.

### Teenage Dream(2010-2012)

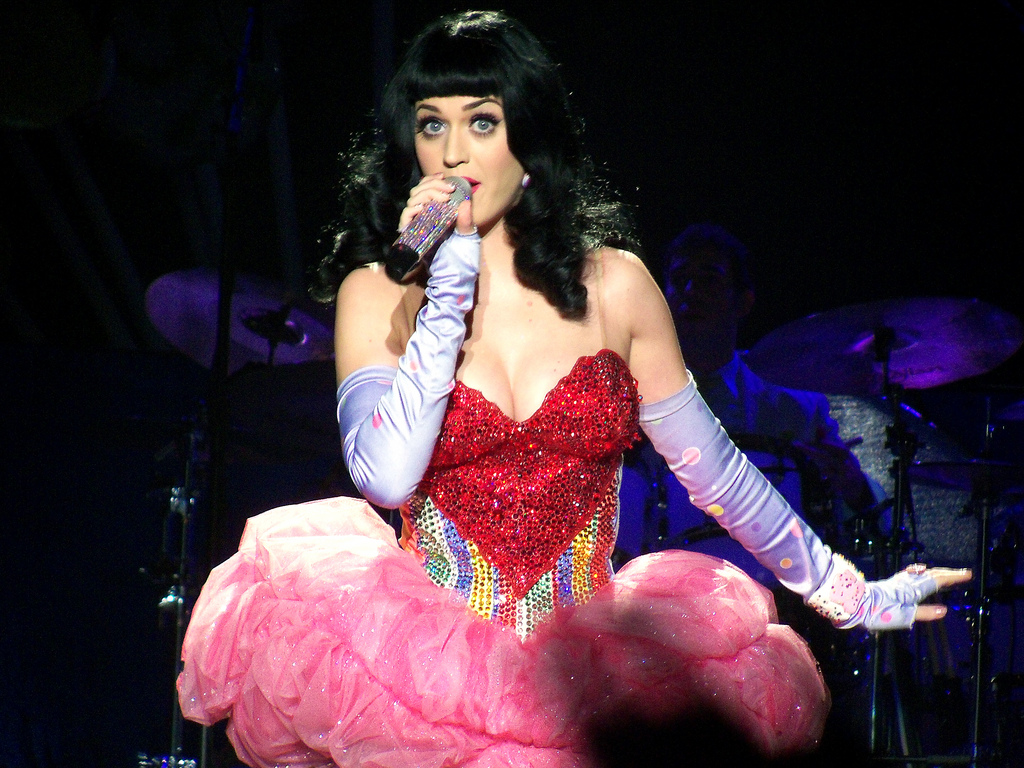
Katy Perry a Birmingham durante il California Dreams Tour

Katy Perry è stata un giudice alle audizioni della settima serie di The X Factor in Gran Bretagna insieme a Simon Cowell, Cheryl Cole e Louis Walsh il 28 giugno 2010 (puntata poi mandata in onda il 28 agosto), giorno in cui Niall Horan, futuro membro della boy-band One Direction, si è presentato passando le audizioni grazie alla stessa Perry. È stata una delle celebrità che hanno sostituito Dannii Minogue, che in quel periodo era in maternità. Sarebbe poi tornata a The X Factor il 17 ottobre dello stesso anno per esibirsi con Firework. Il terzo album di Perry, Teenage Dream, è stato pubblicato il 24 agosto 2010 in Nordamerica e il 30 agosto nel resto del mondo. L'album è entrato direttamente nella top ten della classifica degli album statunitense vendendo 192.000 copie nella sua prima settimana, molte meno di quanto previsto. Ha finora venduto più di 3 milioni di copie negli Stati Uniti ed è stato certificato triplo disco di platino. Ha anche fatto il suo debutto alla vetta della classifica canadese con 26.000 copie vendute e, per averne totalizzate oltre 560.000 fino ad oggi, è qui stato premiato con il settimo disco di platino. In Italia ha raggiunto la terza posizione ed è stato certificato disco platino con 70 000 copie vendute.
Il primo singolo estratto da Teenage Dream, intitolato California Gurls e realizzato in collaborazione con Snoop Dogg, fu pubblicato il 7 maggio 2010 ed entrò alla seconda posizione della classifica statunitense con 294 000 copie vendute nella sua prima settimana. Il singolo ha poi raggiunto la prima posizione della Billboard Hot 100, posizione che mantenne per sei settimane consecutive. Le vendite totali del singolo ammontano a cinque milioni di copie nei soli Stati Uniti, infatti a settembre 2011, California Gurls aveva venduto 5 002 000 copie nei soli Stati Uniti. In seguito a California Gurls è uscito il singolo Teenage Dream, che venne messo in commercio il 23 luglio 2010. Il singolo è entrato alla ventesima posizione della Billboard Hot 100 con 84 000 copie vendute nella sua prima settimana. Teenage Dream è rimasto in vetta alla classifica per due settimane consecutive in totale ed è stato premiato con il quadruplo disco di platino per aver venduto almeno quattro milioni di copie (a settembre 2011 ne aveva infatti già vendute 3 922 000). Oltre che a questi due singoli, altri tre brani hanno anticipato l'uscita di Teenage Dream ad agosto 2010: Not Like the Movies, Circle the Drain ed E.T. (quest'ultimo verrà poi estratto come quarto singolo l'anno successivo); un ulteriore singolo promozionale, Peacock, è uscito nelle discoteche statunitensi, e il 26 giugno 2014 il brano viene certificato disco di platino dalla RIAA per aver raggiunto la soglia di 1 000 000 di download digitali.
Katy ha ricevuto due nomination agli MTV Video Music Award, svolti il 12 settembre 2010, come miglior video di cantante donna e miglior video pop con California Gurls; ha inoltre presentato la cerimonia di premiazione per il miglior video di cantante uomo con Eminem e Nicki Minaj. Il 14 settembre è tornata alla sua vecchia scuola, la Dos Pueblos High School, dove si è esibita per gli studenti. A fine ottobre 2010 è stato pubblicato il terzo singolo estratto da Teenage Dream, Firework, eletto dalla stessa Perry la sua canzone preferita dell'album. Il video per il singolo, girato a fine settembre a Budapest, in Ungheria, è stato diretto da Dave Meyers. Ben 38 000 persone si sono presentate ai provini per farne parte. Firework ha raggiunto la vetta delle classifiche di Canada, Nuova Zelanda e Stati Uniti, dove è stato certificato rispettivamente settimo, doppio e settimo disco di platino, infatti negli Stati Uniti, a dicembre 2011, Firework aveva già venduto 5 102 000 copie. In Italia ha raggiunto la quarta posizione e ha venduto più di 60 000 copie, guadagnandosi il doppio disco di platino. Le vendite di Firework sono state rilevanti anche in Australia, dove ha raggiunto la terza posizione: oltre 700 000, vincendo il decimo disco di platino.
L'album Teenage Dream ha procurato a Perry due nomination ai Grammy Award svolti il 13 febbraio 2011: album dell'anno e miglior album pop; inoltre, grazie al singolo Teenage Dream è stata nominata al premio per la miglior canzone pop di cantante femminile. Pochi giorni dopo la cerimonia, il 16 febbraio, è uscito il quarto singolo estratto dal suo secondo album d'inediti, E.T.; di esso è stato messo in commercio un remix con il rapper Kanye West. Il video di E.T. è stato prodotto da Floria Sigismondi un video molto particolare, interamente ambientato nello spazio.
A maggio 2011 ha partecipato ai Billboard Music Award, vincendo nelle categorie miglior artista nella classifica Hot 100 e miglior artista nella classifica Digital Songs, visti i suoi quattro numeri uno in meno di un anno in entrambe le classifiche. Il 6 giugno 2011 è stato pubblicato come quinto singolo Last Friday Night (T.G.I.F.) che, dopo molte settimane trascorse alla seconda posizione in attesa di superare Party Rock Anthem degli LMFAO, raggiunse la vetta della Billboard Hot 100, e così Katy Perry diventa la prima artista femminile ad avere cinque singoli estratti dallo stesso album alla numero uno della classifica statunitense, seconda in generale, dopo Michael Jackson. La cantante ha così accumulato in totale 19 settimane in totale alla vetta della classifica statunitense con i singoli di Teenage Dream e 25 includendo anche I Kissed a Girl, l'unico estratto da One of the Boys a raggiungere tale risultato. Tra il 29 maggio 2010, quando California Gurls ha fatto il suo debutto alla seconda posizione, e il 17 settembre 2011, quando Last Friday Night (T.G.I.F.) si trovava alla decima posizione della Billboard Hot 100, Katy è sempre rimasta in top ten con uno dei suoi cinque singoli: è pertanto divenuta l'artista con il più lungo lasso di tempo ininterrotto passato nelle prime dieci posizioni della classifica dei singoli statunitense. Ad oggi ha venduto oltre 3,7 milioni di copie venendo certificato quadruplo platino, già a dicembre 2011 il singolo aveva venduto 2 579 000 copie digitali nei soli Stati Uniti. Nel 2011 ha inoltre debuttato nel mondo cinematografico come doppiatrice del personaggio di Puffetta nel film I Puffi.

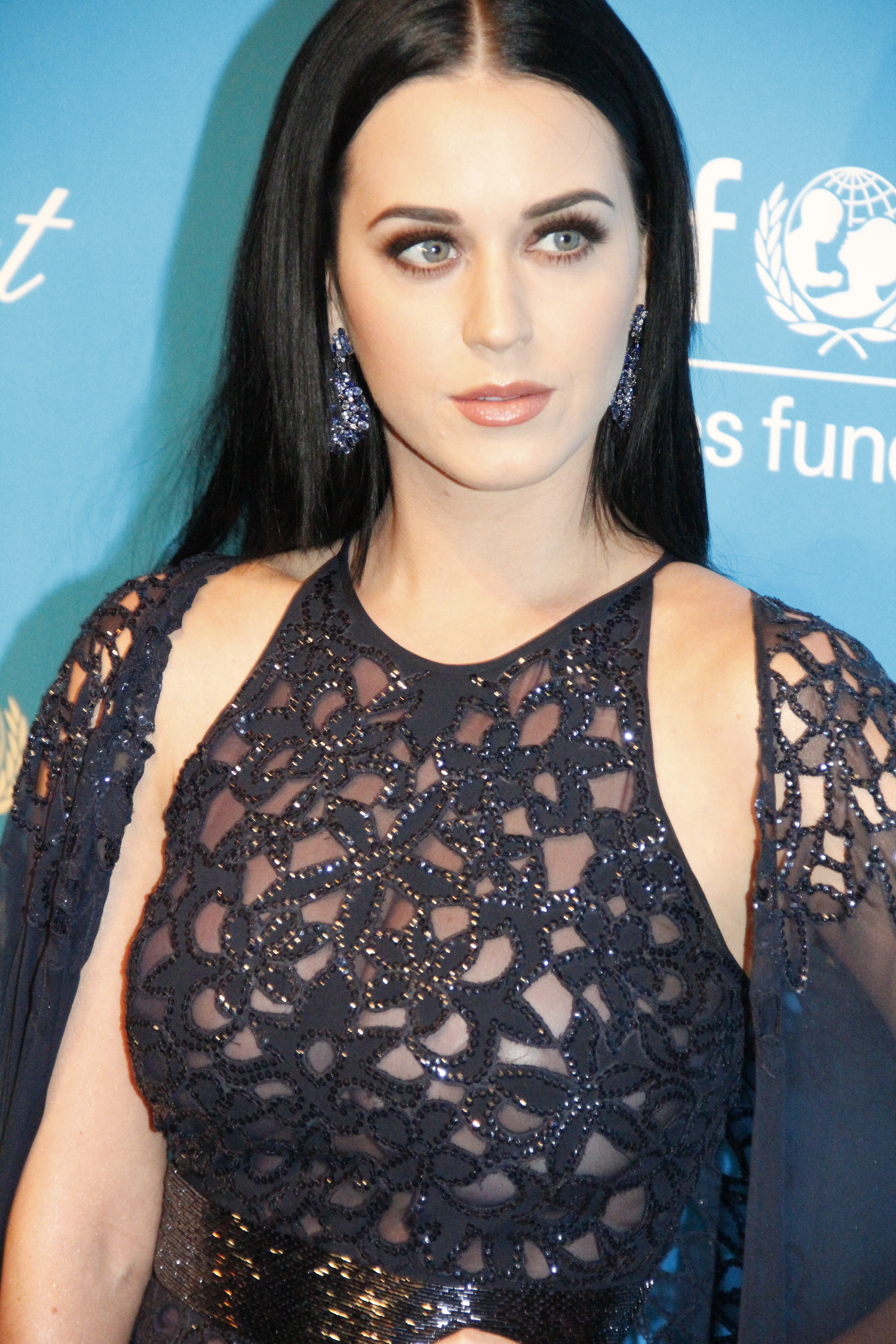
Katy Perry all'UNICEF Snowflake Ball nel 2012

L'album Teenage Dream è risultato essere il decimo più venduto dell'anno; era stato certificato doppio disco di platino già dal 13 ottobre per aver venduto oltre due milioni di copie. Inoltre, quattro canzoni sono comparse nella classifica annuale della Billboard Hot 100: Firework (numero 3), E.T. (numero 4), Last Friday Night (T.G.I.F.) (numero 14) e Teenage Dream (numero 75). MTV l'ha eletta l'artista dell'anno il 15 dicembre 2011. Katy è stata inoltre nominata in sette categorie ai People's Choice Award, svolti l'11 gennaio 2012. La cantante avrebbe dovuto presenziare all'evento, ma due giorni prima postò un messaggio su Twitter che diceva: "Purtroppo non mi sarà possibile essere ai People's Choice Awards. Vorrei tuttavia ringraziare tutti coloro che hanno votato per me, incrociamo le dita!". Ha vinto cinque premi sui sette per i quali era nominata, diventando l'artista più premiata nella cerimonia del People's Choice Award di quell'anno: artista femminile e miglior video (Last Friday Night (T.G.I.F.)), miglior canzone (E.T.), miglior tour, e, in campo cinematografico, miglior ruolo come comparsa (How I Met Your Mother). Katy Perry è stata nominata ai Grammy Award del 2012 nelle categorie singolo dell'anno e migliore brano pop di solista con Firework. Inoltre, la cantante durante la cerimonia si è anche esibita.
Il 13 febbraio 2012 è stato pubblicato il primo inedito della riedizione di Teenage Dream, Part of Me, che ha debuttato direttamente al primo posto nella classifica statunitense vendendo 411 000 copie nella sua prima settimana. Inoltre, nel 2012 Katy Perry si è posizionata all'ottavo posto della classifica delle cento celebrità più potenti del mondo stilata dalla rivista Forbes. La ristampa Teenage Dream: The Complete Confection, che include le dodici tracce standard più tre inediti, tre remix e un megamix, ha permesso all'album di saltare dal trentunesimo posto al settimo, con 33 000 copie vendute. A Part of Me è seguito Wide Awake, l'ottavo e ultimo singolo di Teenage Dream, che ha raggiunto la seconda posizione della classifica statunitense. Il 2 luglio 2012 è uscito il film documentario Katy Perry: Part of Me, che parla della carriera della cantante dalla sua infanzia sino ad oggi. Negli Stati Uniti, il film ha guadagnato 25326071 $ mentre in tutto il resto del mondo 7400885 $, per un totale di 32726956 $.

### Prisme il tour (2013-2015)
La registrazione dell'album ha avuto inizio negli ultimi mesi del 2012, dopo la pubblicazione della riedizione del precedente album, Teenage Dream: The Complete Confection, ed è continuata sino all'anno successivo. Verso la fine del 2012, Katy Perry, intervistata da Billboard, ha detto di Prism: "So esattamente il disco che voglio fare. Conosco la grafica, la colorazione e il tono... So, addirittura, il tipo di tour che dovrò fare dopo. Sarei molto contenta se la visione che ho in testa diventasse realtà". La cantante ha poi dichiarato al mensile di moda Vogue che il nuovo lavoro avrebbe contenuto elementi "oscuri" rispetto ai suoi precedenti lavori. Nel mese di aprile 2013, Perry ha dichiarato che l'album era per metà completo e lo ha descritto come "schizofrenico". Nel luglio 2013, McKee ha rivelato che Perry e lei stessa hanno scritto quattro brani nella città natale della cantante (Santa Barbara, California) e ha aggiunto che fossero più "maturi" rispetto ai precedenti firmati da loro stesse.

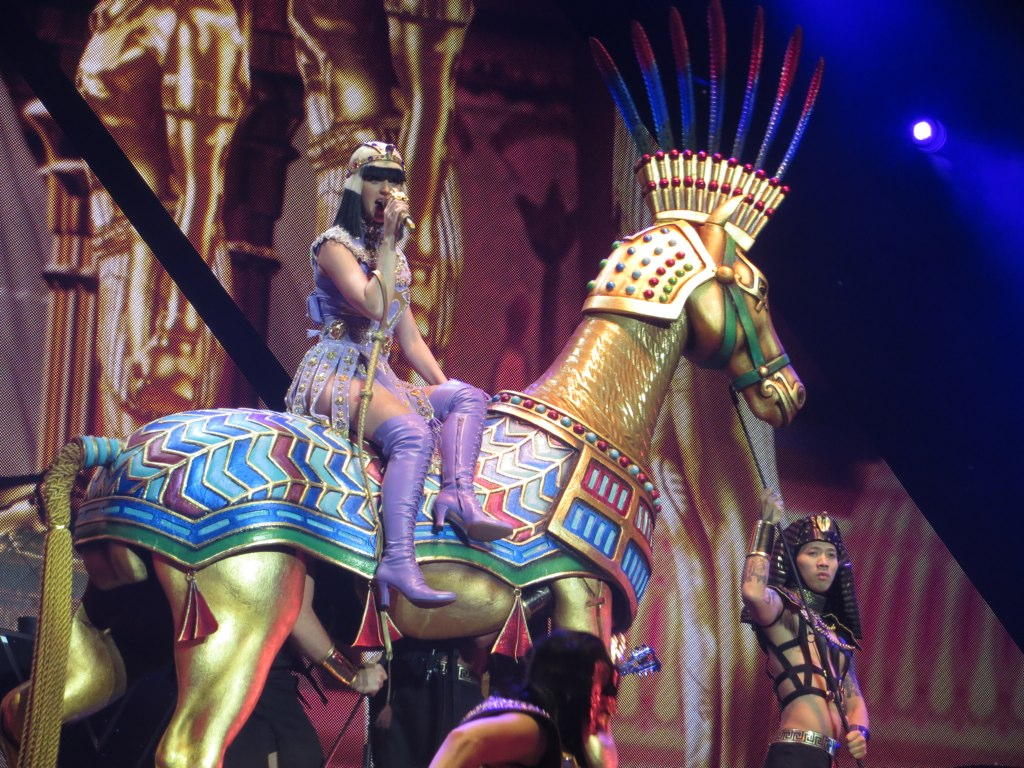
Katy Perry si esibisce con Dark Horse a Glasgow nel 2014

Roar è stato pubblicato il 10 agosto 2013 come singolo apripista dall'album ed ha raggiunto la prima posizione nella Billboard Hot 100 così come i primi dieci posti in venticinque Stati. Il singolo diventa quindi l'ottavo a raggiungere tale posizione, restando in vetta per un'altra settimana consecutiva. La copertina dell'album è stata mostrata in anteprima il 6 settembre 2013 dalla stessa cantante mentre era ospite al programma televisivo Good Morning America ed ha poi riproposto la cover sulla propria pagina Facebook. Durante gli MTV Video Music Awards 2013, Katy Perry ha rivelato a MTV News perché ha scelto Prism come titolo del suo nuovo album. Katy Perry ha definito il suo lavoro come “un intreccio di colori” ed ha poi sottolineato di aver attraversato una fase cupa ma di aver preferito di gran lunga la luce all'oscurità. Da qui il nome Prism, perché il prisma è la figura che riflette la luce lasciandosi completamente attraversare da questa per poi riproporla all'esterno, modificandone la traiettoria e i colori. La tracklist completa dell'album è stata, invece, rivelata il 30 settembre 2013. Katy Perry si è esibita come ospite ad X-Factor Italia martedì 10 dicembre 2013 e successivamente alla finale di X-Factor Australia.
Dark Horse (con la partecipazione del rapper Juicy J) e Walking on Air sono stati messi in commercio il 17 e 30 settembre 2013 come singoli promozionali dall'album. Il 16 ottobre 2013 è stato, invece, pubblicato il secondo singolo, Unconditionally. Prism è stato pubblicato il 18 ottobre 2013, esclusivamente in Austria, Finlandia, Germania, Irlanda, Italia, Paesi Bassi, Slovacchia, Slovenia, Sudafrica ed Svizzera. È stato invece messo in commercio nel resto del mondo il 22 ottobre seguente. L'album è entrato direttamente alla prima posizione della classifica degli album statunitense vendendo 286 000 copie nella sua prima settimana.
Katy è stata nominata in due categorie agli MTV Europe Music Awards 2013, vincendo il premio come migliore artista femminile. La cantante ha annunciato che il tour di questo terzo album si sarebbe chiamato Prismatic World Tour e che sarebbe iniziato il 7 maggio 2014 a Belfast. Il 17 dicembre 2013 entra in rotazione radiofonica il singolo Dark Horse, il cui video viene pubblicato su Vevo il 20 febbraio 2014. Nella settimana successiva all'esibizione ai Grammy Award, il singolo conquista la vetta della Billboard Hot 100 diventando la nona numero uno della cantante riscuotendo un grande successo entrando nella top ten in altri 26 Paesi, tra cui Canada (numero 1), Nuova Zelanda (numero 2), Regno Unito (numero 4), Australia (numero 5) e Italia (numero 5). Il 3 aprile 2014 viene pubblicato il quarto singolo, Birthday, accompagnato da un lyric video pubblicato il 10 dello stesso mese, seguito poi da un video musicale composto da telecamere nascoste. Il 17 giugno 2014 Katy Perry ha annunciato la fondazione della sua nuova etichetta discografica, Metamorphosis Music, aggiungendo che collaborerà con Ferras Alqaisi, primo artista ad aver firmato un contratto con la Metamorphosis, al singolo Legends Never Die. This Is How We Do invece viene scelto come singolo nel luglio 2014 con relativo video, l'ultimo estratto da Prism.

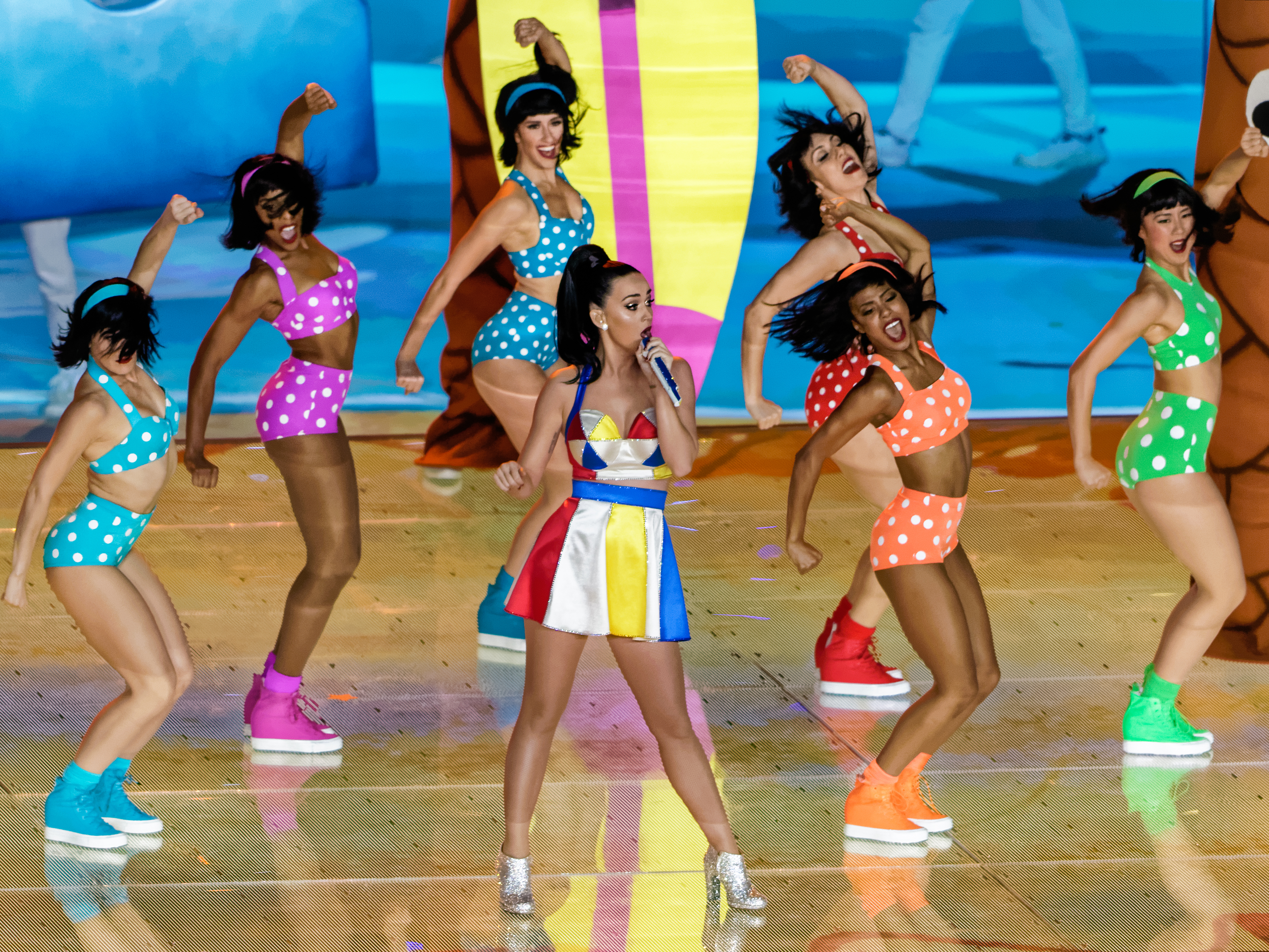
Katy Perry durante l'half-time show del Super Bowl XLIX

Nel febbraio 2015 Katy Perry si esibisce durante l'Half Time Show del Superbowl XLIX nel quale raggiunge il record di 121.5 milioni di telespettatori, battendo l'audience di Madonna, Michael Jackson, Beyoncé e Bruno Mars. Nel giugno dello stesso anno prende parte al videoclip del brano Bitch I'm Madonna, nel quale vi è la presenza di molte altre star del mondo della musica e dello spettacolo (come Chris Rock, Nicki Minaj, Diplo, Kanye West, Miley Cyrus, Beyoncé, Rita Ora e tanti altri) e che fa parte del nuovo album di Madonna, Rebel Heart. Nel settembre 2015 Katy Perry ottiene la sua stella nella Hollywood Walk of Fame, che porta il numero 7065: insieme a lei, durante la cerimonia vengono assegnate le stelle anche ad altre celebrità, tra cui anche Orlando Bloom e Bruno Mars.
Dal 24 novembre, su YouTube, è uscita un'anteprima del suo nuovo singolo Every Day Is a Holiday, scritto per le festività natalizie del 2015, e che viene utilizzato per la campagna invernale della ditta H&M.

### Witness, il tour eAmerican Idol(2016-2018)
Il 19 aprile 2016 ha lanciato la sua linea di makeup Katy Kat, in collaborazione con CoverGirl e formata da 11 rossetti e 4 mascara.
Il 14 luglio seguente, dopo due anni di silenzio artistico, Perry pubblica il suo nuovo singolo Rise, scritto e registrato come dedica ai Giochi della XXXI Olimpiade di Rio de Janeiro. Il 4 agosto viene pubblicato il relativo video.
Il 7 febbraio 2017 annuncia il nome del primo singolo del nuovo album, Chained to the Rhythm, in collaborazione con il rapper Skip Marley, pubblicato il 10 febbraio seguente, pubblicando nello stesso mese il video del brano. Il brano raggiunge la Top 5 di Stati Uniti, Canada, Australia, Regno Unito e Francia, vendendo complessivamente 5 milioni di copie in tutti il mondo. Il video viene nominato nelle categorie "Best Pop", "Best Direction" e "Best Visual Effects" agli MTV Video Music Awards 2017, dove la cantante viene scelta come presentatrice.
Il 26 aprile 2017 annuncia il nome del secondo singolo del nuovo album, Bon appétit, in collaborazione con i Migos, pubblicato il 28 aprile seguente. Il 12 maggio su Vevo viene pubblicato il video del brano. Qualche giorno dopo Katy annuncia il nome del prossimo album: Witness, in uscita il 9 giugno. L'album debutta in prima posizione nella Billboard 200 e in Canada, mentre entra nella top 10 di Australia, Regno Unito, Francia, Germania ed Italia. Nel 2018 l'album ha venduto un totale di 840.000 copie.

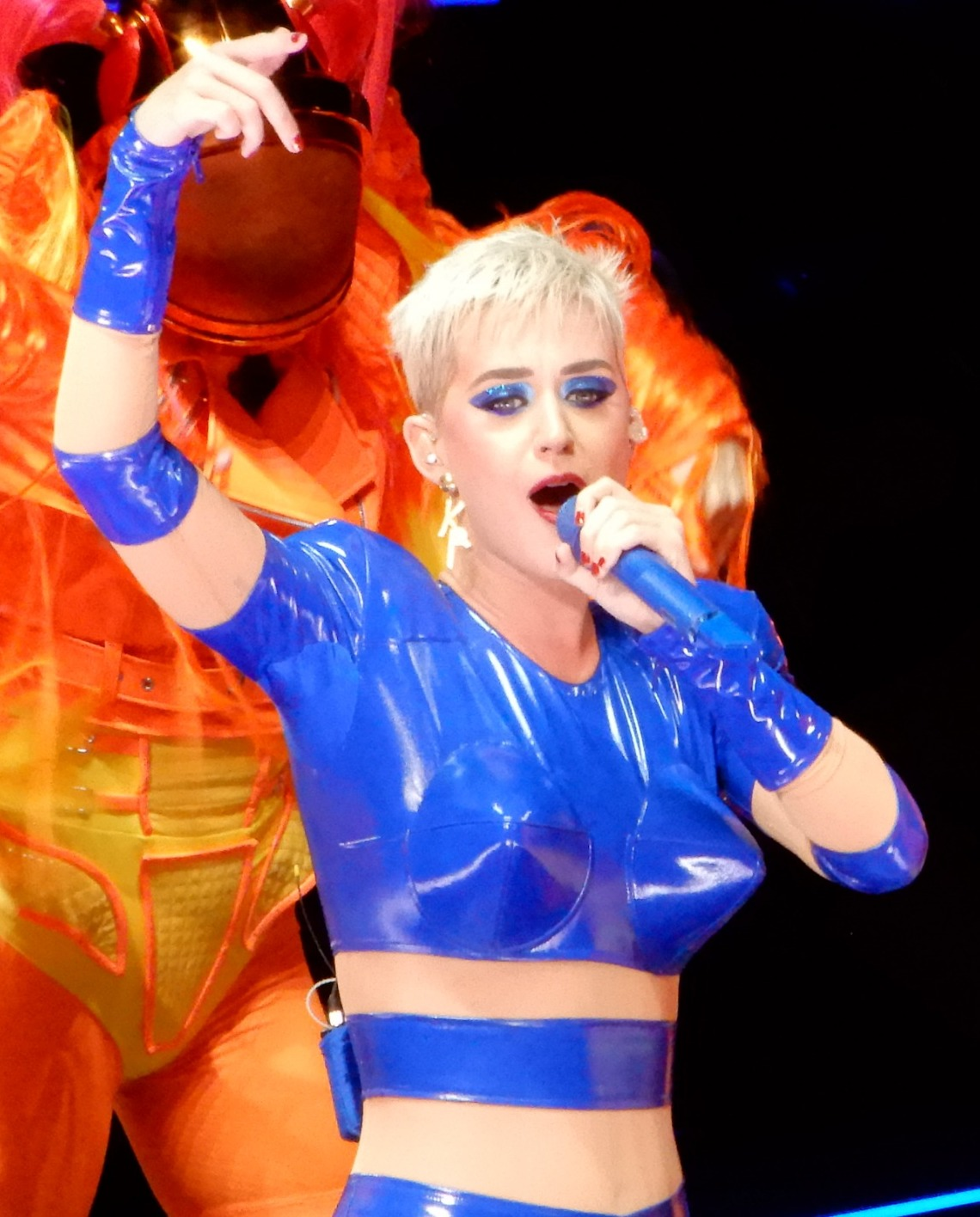
Katy Perry durante il Witness: The Tour a New York nel 2017

Il 18 maggio 2017 pubblica sul suo canale Vevo il singolo Swish Swish, in collaborazione con la rapper Nicki Minaj. Il 24 agosto viene pubblicato il video del brano. Il 16 giugno 2017 collabora con Calvin Harris al singolo Feels, che fa ottenere alla cantante la quinta prima posizione nella classifica britannica.
Il 19 settembre 2017 a Montréal è iniziato il tour Witness: The Tour per promuovere il nuovo disco. L'8 ottobre 2018, dopo la conclusione del tour, Perry ha annunciato di volersi prendere una pausa dalla sua carriera musicale. Nello stesso anno firma un contratto annuale di 25 milioni di dollari che la porta ad entrare a far parte dei giudici del programma American Idol.

### Smilee la residencyPlay(2019-2023)
Il 14 febbraio 2019 ha pubblicato in collaborazione con il DJ Zedd il singolo 365, mentre ad aprile ha partecipato al remix del singolo Con calma di Daddy Yankee. Il 31 maggio è uscito il suo nuovo singolo, dal titolo Never Really Over, come primo estratto dal suo nuovo album Smile. Il giorno seguente sul suo canale YouTube compare il trailer del videoclip del singolo. Il video, uscito il giorno seguente, ha fatto registrare oltre 16 milioni di visualizzazioni nelle sue prime ventiquattro ore di disponibilità, e la canzone ha riscontrato un discreto successo nelle classifiche mondiali, guadagnando alcuni dischi musicali. A giugno è apparsa nel video del singolo You Need to Calm Down di Taylor Swift, travestita da hamburger mentre abbraccia la collega, a sua volta travestita da sacchetto di patatine, segnando così la fine delle ostilità tra loro. Il 9 agosto 2019 ha pubblicato un nuovo singolo, Small Talk, incluso anche nella Fan Edition del suo nuovo album, a cui fa seguito, il 16 ottobre, Harleys in Hawaii, secondo estratto dal suo nuovo album Smile. Il 2 dicembre 2019 viene pubblicato il videoclip di Cozy Little Christmas, canzone resa disponibile già a fine 2018 su Amazon Music, mentre il 5 marzo 2020 quello del nuovo singolo Never Worn White , dove la cantante annuncia di essere incinta del compagno. Anche questo singolo è incluso nella Fan Edition del suo nuovo album.
Il 7 maggio 2020 ha annunciato tramite Instagram l'uscita del nuovo singolo Daisies per il successivo 15 maggio, svelando anche che il suo nuovo album era in arrivo e che la canzone sarebbe stata presente nella tracklist. Il 9 luglio ha annunciato la copertina, il titolo e il nuovo singolo dell'album tramite Twitter. Il 10 luglio è uscito il suo nuovo singolo Smile, quarto estratto dall'album, accompagnato da un video. Il successivo 20 agosto è uscito What Makes a Woman come singolo promozionale dell'album, dedicato alla figlia nata il 27 agosto. Il giorno seguente è stato pubblicato il sesto album Smile, a cui ha fatto seguito una serie di video, tra cui quello del successivo singolo radiofonico Cry About It Later. L'album ha debuttato alla 5ª posizione della Billboard 200, vendendo 50 000 unità nella sua prima settimana in suolo statunitense. Il 21 dicembre la cantante ha pubblicato il video musicale di Not the End of the World, che vede la partecipazione dell'attrice Zooey Deschanel.

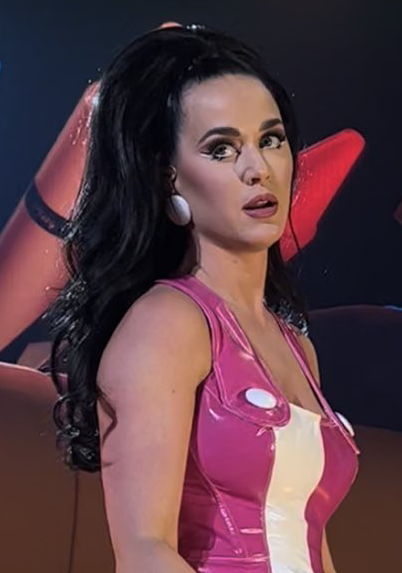
Katy Perry a Las Vegas nel 2021

Il 22 gennaio 2021 si è esibita con Firework durante la conclusione della cerimonia di insediamento del 46º presidente degli Stati Uniti Joe Biden. Il 14 maggio ha pubblicato, in collaborazione con Pokémon per festeggiare i 25 anni del franchise, il singolo Electric.
Il 13 maggio 2021 la cantante ha annunciato il suo primo residency show a Las Vegas, dal titolo Play, il cui inizio è previsto per il 29 dicembre dello stesso anno, giorno nel quale è stato pubblicato anche un nuovo singolo, When I'm Gone, realizzato in collaborazione con il DJ svedese Alesso. Nell'aprile 2022 è uscita una nuova collaborazione, questa volta con il cantante country Thomas Rhett, intitolata Where We Started, mentre il mese successivo ha realizzato un brano per la campagna pubblicitaria di Just Eat. A maggio 2023 Katy si esibisce con Firework e Roar al castello di Windsor per l'incoronazione del re Carlo III del Regno Unito.

### 143e ilLifetimes Tour(2024-in corso)

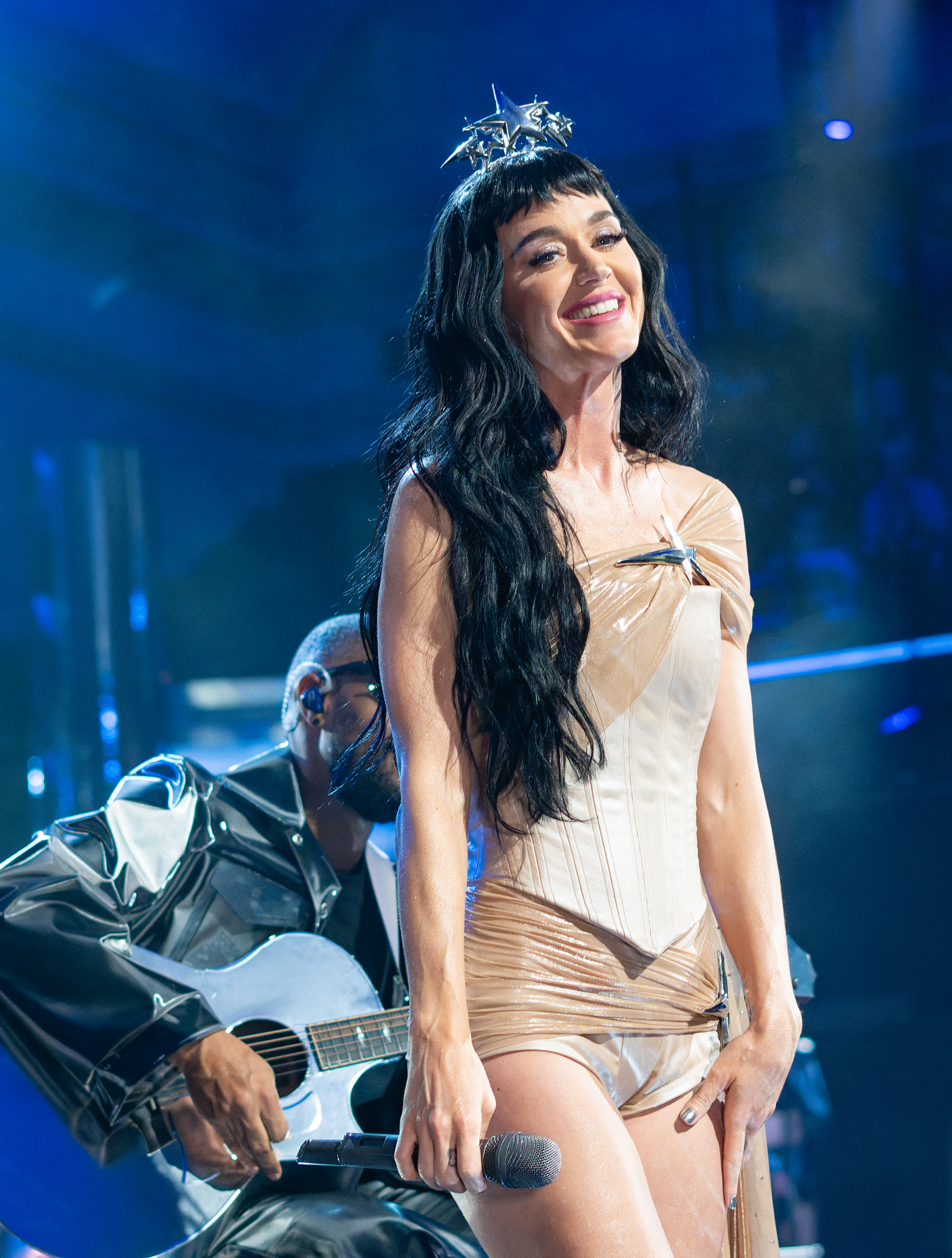
Katy Perry si esibisce a Londra nel 2024

Il 4 novembre 2023, ultimo giorno del suo spettacolo Play, Perry conferma di aver pronto un nuovo album con annesso tour mondiale. Nel giugno 2024 viene reso noto il nome del nuovo singolo, Woman's World, pubblicato l'11 luglio. Il singolo anticipa il settimo album in studio della cantante, 143, distribuito il 20 settembre 2024. Dallo stesso disco vengono estratti, rispettivamente ad agosto e settembre, i singoli Lifetimes e I'm His, He's Mine, quest'ultimo in collaborazione con la cantante e rapper Doechii, mentre prima di Natale esce OK, estratto dalla riedizione dell'album intitolata 1432.
Dal 2025 sarà impegnata con il The Lifetimes Tour, con date nelle arene di America Latina, Stati Uniti, Australia, Canada, Europa e Asia.

## Vita privata

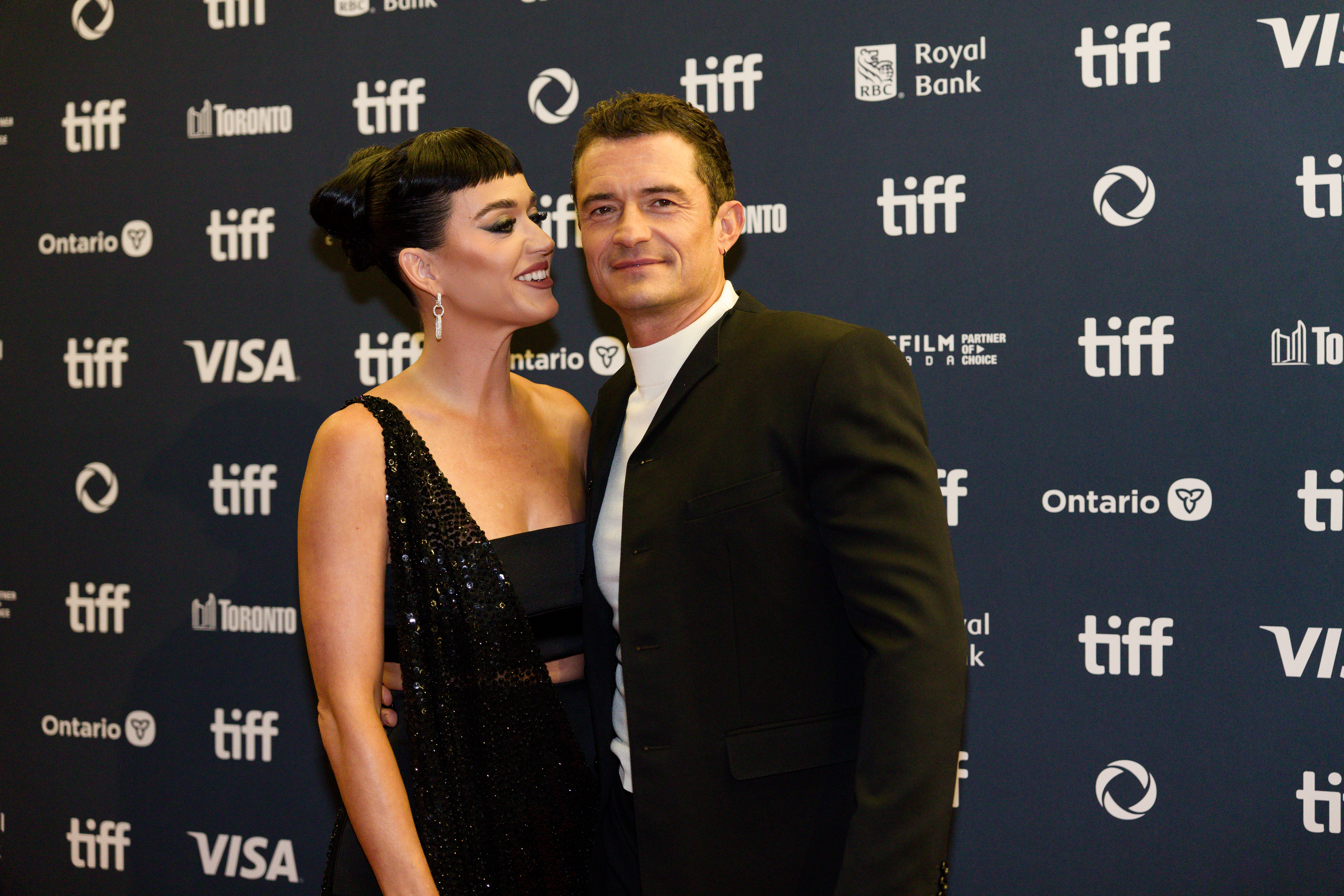
Katy Perry e Orlando Bloom nel 2024

È stata sposata con l'attore Russell Brand dal 2010 al 2011. Dal 2012 al 2014 ha avuto una relazione con il cantautore John Mayer. Dal 2016 al 2025 è stata legata sentimentalmente all'attore Orlando Bloom. La coppia ha avuto una figlia, Daisy Dove Bloom, nata il 26 agosto 2020. La gravidanza era stata annunciata il 5 marzo 2020, tramite il lancio del videoclip del brano Never Worn White.

## Stile musicale e temi
Il primo album della cantante, Katy Hudson, è stato descritto dalla stessa Perry come «alquanto chiuso e molto rigido», e tutti i temi trattati erano correlati alla Fede cristiana. Il suo secondo album, One of the Boys, è descritto come «profano e rock» e «mostra il completo distacco della cantante dal mondo religioso». Le maggiori influenze musicali di Katy Perry provengono da Alanis Morissette, Cyndi Lauper, Pat Benatar, Joan Jett, Shirley Manson e Freddie Mercury. Una canzone in particolare dei Queen, Killer Queen, è quella che ha spronato la cantante a iniziare una carriera nella musica pop dopo il suo album di debutto. Ha inoltre definito l'album della Morissette Jagged Little Pill di grande influenza sulla sua musica: è per questo motivo che scelse di lavorare con un collaboratore della cantautrice canadese, Glen Ballard, sul suo primo album.
Katy Perry non è solo cantante, ma è anche autrice di testi, chitarrista e pianista. Nei primi anni della sua carriera ha scritto diverse canzoni per sottoporle a produttori musicali. Katy fa spesso riferimento a specifici momenti della sua vita nelle sue canzoni. Ha affermato che per lei risulta facile scrivere canzoni su rotture di relazioni sentimentali. La maggior parte delle tracce presenti in One of the Boys parla di storie d'amore finite, avventure adolescenziali «vomitate nei gabinetti».

## Controversie
Le sue canzoni Ur So Gay e I Kissed a Girl hanno visto reazioni negative da parte sia di associazioni religiose, sia pro-LGBT. La prima canzone è stata definita omofoba, mentre la seconda a favore dell'omosessualità, nonché «da film d'exploitation lesbo». Katy ha così risposto alle critiche inflitte a Ur So Gay: «Non è una connotazione negativa. Non è come dire 'sei così gay' nel senso di 'sei così penoso', ma si riferisce al fatto che quel determinato ragazzo avrebbe potuto essere effettivamente gay. Capisco che ciò potrebbe essere malinteso o qualunque altra cosa... non stavo stereotipando nessuno, stavo semplicemente parlando di ex fidanzati».
Nel giugno 2024 dopo aver annunciato il suo ritorno musicale con il singolo Woman's World, Katy Perry è stata al centro di varie polemiche dato il ritorno a collaborare sia al singolo sia al suo nuovo album con il produttore Dr. Luke, il quale nel 2014 fu denunciato da Kesha per abusi fisici e psicologi. Un mese dopo, durante un podcast Katy Perry ha risposto alle numerose critiche dichiarando: <<Capisco che questa scelta abbia dato il via a molte conversazioni, è stato uno dei tanti collaboratori con cui ho lavorato.
La verità è che ho scritto queste canzoni sulla base della mia esperienza di tutta la mia vita passata attraverso questa metamorfosi, e lui è stato una delle persone che ha contribuito a facilitare tutto questo>>.
Il 14 aprile 2025, ha preso parte al volo spaziale a bordo del Blue Origin NS-31, l'undicesimo volo spaziale con equipaggio di Blue Origin nell'ambito del programma New Shepard, insieme ad Amanda Nguyen, Aisha Bowe, Kerianne Flynn, Gayle King e Lauren Sánchez. Fu il primo volo spaziale interamente al femminile dal 1963. L'evento del volo fu ampiamente criticato per vari motivi, tra cui affermazioni secondo cui si trattasse di una trovata mediatica o di pubbliche relazioni per Amazon.

## Record

### Certificazioni e vendite
- Katy Perry è stata la prima artista donna ad avere 10 singoli certificati almeno 5 volte platino dalla RIAA.[161]
- È stata la prima artista donna a detenere quattro (precedentemente tre) certificazioni di diamante dalla RIAA negli Stati Uniti: una per Firework, una per Dark Horse, una per Roar e una per California Gurls.[162]
- È l'unica artista donna ad avere sette canzoni certificate 8 volte disco di platino dalla RIAA negli Stati Uniti.[161]
- È stata la prima artista donna ad avere una canzone certificata 15 volte disco di platino dalla negli Stati Uniti, ovvero Roar.[162]
- Con la certificazione di diamante per il singolo California Gurls, il 20 giugno 2023, Katy Perry è diventata la prima artista donna ad avere più canzoni disco di diamante provenienti da più album: Roar e Dark Horse da Prism, Firework e California Gurls da Teenage Dream.[162]
- Prism è stato il primo album di una donna ad ottenere due singoli certificati disco di diamante negli Stati Uniti, Roar e Dark Horse.[162]
- Teenage Dream: The Complete Confection è il progetto musicale con più unità certificate nella storia della musica degli Stati Uniti. È altresì l'album con più copie certificate per quanto riguarda le tracce.[163] È stato anche il primo album a vendere 50 milioni di copie negli Stati Uniti con i suoi singoli.[164]
- È l'unica artista donna ad avere un album certificato disco di diamante (Teenage Dream: The Complete Confection) con più singoli certificati diamante a loro volta (California Gurls, Teenage Dream, Firework e E.T.).[161]
- È stata la prima artista della Capitol Records a raggiungere 100 milioni di unità certificate per i suoi singoli, diventando così la terza artista femminile, e quinta in generale, a raggiungere questo traguardo negli Stati Uniti.[165]
- È l'artista donna ad avere più certificazioni in Canada.[166]
- A pari merito con Post Malone, è l'artista con più canzoni certificate almeno 10 volte disco di platino dalla ARIA in Australia, 7.[167]
- Roar condivide il record con Mr. Brightside, Somebody That I Used to Know e Uptown Funk per essere il singolo più certificato in Australia, ossia 22 volte platino.[167]

### Classifiche
- Katy Perry ha eguagliato il record di Michael Jackson, avendo avuto 5 singoli estratti dallo stesso album, Teenage Dream, alla numero 1 della Billboard Hot 100.[168]
- È l'artista con più singoli estratti dallo stesso album, Teenage Dream: The Complete Confection, che hanno raggiunto la top 3 nella Billboard Hot 100 (8 in totale). Considerando solamente l'edizione standard, Teenage Dream condivide il record con Rhythm Nation di Janet Jackson, entrambi con 6 singoli.[169]
- Con 69 settimane, detiene il record per il maggior numero di settimane consecutive trascorse nella top 10 della Billboard Hot 100.[170]
- Possiede l'album con più singoli che hanno raggiunto la prima posizione nella Digital Song Sales di Billboard: Teenage Dream con 5 (7 considerando la riedizione del disco).[171]

### Video musicali
- L'8 giugno 2015 ha raggiunto un miliardo di visualizzazioni su YouTube con il video di Dark Horse, diventando la prima artista donna ad aver conquistato tale record.[172] È altresì la prima donna ad aver raggiunto 3[173] e 4[174] miliardi di visualizzazioni con un singolo video musicale, ossia quello di Roar.
- Il 7 luglio 2015 il video di Roar ha raggiunto 1 miliardo di visualizzazioni, diventando così la prima artista in assoluto ad avere due video che hanno raggiunto questo traguardo.[175] Il 22 giugno 2025 Katy diventa inoltre la prima artista con almeno due video che hanno superato 4 miliardi di views, Roar e Dark Horse.[176]
- È stata la prima donna a raggiungere 2 e, successivamente, 3[177] miliardi di visualizzazioni in due video musicali.
- Con oltre 4 miliardi di visualizzazioni, Roar è il video musicale di una canzone solista femminile più visto di sempre.[176]
- Teenage Dream: The Complete Confection è l'album femminile con più video che hanno raggiunto 1 miliardo di views, ovvero 4. È altresì l'album di un'artista donna con più singoli da solista ad avere almeno 1 miliardo di views.[176]
- Prism è l'unico album della storia ad avere due video musicali con oltre 4 miliardi di visualizzazioni ciascuno.[176]
- È stata la prima cantante nella storia ad avere 8 video (prima 7), come artista principale, con almeno un miliardo di visualizzazioni, ovvero quelli a supporto di Dark Horse, Roar, Firework, Last Friday Night (T.G.I.F.), Bon appétit, Hot n Cold, Wide Awake e The One That Got Away. Inoltre, il 16 novembre 2020, è diventata la prima artista femminile ad ottenere 6 video (prima 4[178]) con un miliardo di views.[179]

### Altro
- Il 16 giugno 2017 diventa la prima persona a raggiungere 100 milioni di followers su Twitter.[180]
- È stata la prima popstar ad andare nello spazio, il 14 aprile 2025, a bordo della New Shepard della società Blue Origin di Jeff Bezos.[181] Durante il lancio del razzo Katy Perry ha cantato alcuni versi di What a Wonderful World, diventando così la prima artista a cantare nello spazio.[182]

## Discografia
- 2001 – Katy Hudson
- 2008 – One of the Boys
- 2010 – Teenage Dream
- 2013 – Prism
- 2017 – Witness
- 2020 – Smile
- 2024 – 143

## Tournée

### Artista principale
- 2009 – Hello Katy Tour
- 2011/12 – California Dreams Tour
- 2014/15 – Prismatic World Tour
- 2017/18 – Witness: The Tour
- 2025 – The Lifetimes Tour

### Residency show
- 2021/23 – Katy Perry: Play a Las Vegas

### Altri tour
- 2001 – The Strangely Normal Tour

## Filmografia

### Attrice

#### Cinema
- Zoolander 2, regia di Ben Stiller (2016)

#### Televisione
- Wildfire – serie TV, episodio 4x08 (2008)
- Febbre d'amore (The Young and the Restless) – soap opera, episodio 8.914 (2008)
- How I Met Your Mother – serie TV, episodio 6x15 (2011)
- Aiutami Hope! (Raising Hope) – serie TV, episodio 2x16 (2012)
- Scream Queens – serie TV, episodio 2x04 (2016)
- American Housewife – serie TV, episodio 3x15 (2019)
- The Rookie – serie TV, episodio 2x16 (2020)

#### Documentari
- Katy Perry: Part of Me, regia di Dan Cutforth (2012)

### Doppiatrice
- I Simpson (The Simpsons) – serie animata, episodio 22x08 (2010)
- I Puffi (The Smurfs), regia di Raja Gosnell (2011) – voce di Puffetta
- I Puffi 2 (The Smurfs 2), regia di Raja Gosnell (2013) – voce di Puffetta
- Peppa Pig – serie animata (2024)

## Programmi televisivi
- MTV Video Music Awards (MTV, 2017) – Conduttrice
- American Idol (ABC, 2018-2024) – Giudice

## Campagne pubblicitarie
- Just Eat (2022)
- Dolce & Gabbana - Devotion (2023)